# Iltasadum
Iltasadum – według Sumeryjskiej listy królów dwudziesty pierwszy władca należący do I dynastii z Kisz. Dotyczący go fragment brzmi następująco:
„Iltasadum (z Kisz) panował przez 1200 lat”.
Jego następcą w nieznanych okolicznościach został Enmebaragesi, najwcześniejszy władca na Sumeryjskiej liście królów potwierdzony przez swoje własne inskrypcje królewskie.